# Nationalparker i Frankrig
Der er ti Nationalparker i Frankrig i Frankrig og dets oversøiske departementer, koordineret af regeringsagenturet Parcs Nationaux de France. De franske nationalparker beskytter et samlet areal på 3.710 km² i kerneområderne og 9.162 km² i bufferzoner på den europæiske del af Frankrig. Dermed er mere end 2% af den europæiske del af Frankrig under en form for beskyttelse. De franske nationalparker har mere end syv millioner besøgende om året.
| Navn                           | Foto | Departement                                    | Areal      | Etableret         |
| ------------------------------ | ---- | ---------------------------------------------- | ---------- | ----------------- |
| Parc national de la Vanoise    |      | Savoie                                         | 1.250 km²  | 6. juli 1963      |
| Parc national de Port-Cros     |      | Var                                            | 7 km²      | 14. december 1963 |
| Parc national des Pyrénées     |      | Hautes-Pyrénées og Pyrénées-Atlantiques        | 457 km²    | 23. marts 1967    |
| Parc national des Cévennes     |      | Mainly Lozère og Gard, også Ardèche og Aveyron | 913 km²    | 2. september 1970 |
| Parc National des Écrins       |      | Isère og Hautes-Alpes                          | 918 km²    | 27. marts 1973    |
| Parc national du Mercantour    |      | Alpes-Maritimes og Alpes-de-Haute-Provence     | 685 km²    | 18. august 1979   |
| Parc amazonien de Guyane       |      | Guiana (oversøisk departement)                 | 33.900 km² | 2007              |
| Parc national de la Réunion    |      | Réunion (oversøisk departement)                | 1.054 km²  | 2007              |
| Parc national de la Guadeloupe |      | Guadeloupe (oversøisk department)              | 173 km²    | 20. februar 1989  |
| Parc national des Calanques    |      | Bouches-du-Rhône                               | 520 km²    | 18. april 2012    |

## Eksterne kilder og henvisninger
- Parcs Nationaux de France fransk
- National Parks and other Protected Areas